# Gunnar Hoppe
Ernst Gunnar Hoppe, född 24 december 1914 i Skällviks församling, Östergötlands län, död 24 januari 2005 i Solna församling, var en svensk geograf och sedermera rektor vid Stockholms universitet. Han var son till kontraktsprosten och riksdagsledamoten Carl Hoppe och far till professor Göran Hoppe.

## Biografi
Hoppe efterträdde Hans W:son Ahlmann som professor i geografi särskilt naturgeografi vid Stockholms högskola och senare Stockholms universitet. Han innehade professuren åren 1954–1980 och var universitets rektor 1974-1978. Efter pensionering var Hoppe verkställande ledamot i Knut och Alice Wallenbergs stiftelse 1981–1991.
Hoppe blev 1964 ledamot av Kungliga vetenskapsakademien och var 1979–1981 akademiens preses. Han invaldes 1992 som hedersledamot i Kungl. Skogs- och Lantbruksakademiens allmänna avdelning. Han var hedersdoktor vid bland annat Islands universitet (2004) och Linköpings universitet.

## Utmärkelser
- Kommendör av Nordstjärneorden, 6 juni 1972.[3]